# Primera Liga de Eslovenia 2002-03
La PrvaLiga de Eslovenia 2002-03 fue la 12.ª edición de la máxima categoría del fútbol esloveno. Inició el 14 de julio de 2002 y finalizó el 1 de junio de 2003. El campeón fue el NK Maribor por séptima vez consecutiva.

## Tabla de posiciones
| Pos | Equipo                  | PJ | PG | PE | PP | GF | GC | Dif | Pts |
| --- | ----------------------- | -- | -- | -- | -- | -- | -- | --- | --- |
| 1   | Maribor                 | 31 | 18 | 8  | 5  | 57 | 32 | +25 | 62  |
| 2   | Celje                   | 31 | 15 | 10 | 6  | 57 | 38 | +19 | 55  |
| 3   | Olimpija                | 31 | 14 | 12 | 5  | 54 | 32 | +22 | 54  |
| 4   | Šmartno                 | 31 | 12 | 10 | 9  | 46 | 42 | +4  | 46  |
| 5   | Koper                   | 31 | 12 | 9  | 10 | 41 | 41 | 0   | 45  |
| 6   | Primorje                | 31 | 13 | 5  | 13 | 47 | 44 | +3  | 44  |
| 7   | Dravograd               | 31 | 9  | 9  | 13 | 40 | 43 | –3  | 36  |
| 8   | Gorica                  | 31 | 7  | 13 | 11 | 34 | 43 | –9  | 34  |
| 9   | Mura                    | 31 | 9  | 7  | 15 | 38 | 48 | –10 | 34  |
| 10  | Ljubljana (-3)*         | 31 | 9  | 6  | 16 | 41 | 66 | –25 | 30  |
| 11  | Rudar Velenje           | 31 | 6  | 7  | 18 | 32 | 51 | –19 | 25  |
| 12  | Korotan Prevalje (-7)** | 11 | 2  | 4  | 5  | 7  | 14 | –7  | 3   |

PJ = Partidos jugados; PG = Partidos ganados; PE = Partidos empatados; PP = Partidos perdidos; GF = Goles anotados; GC = Goles recibidos; Dif = Diferencia de goles; Pts = Puntos
*Al NK Ljubljana se le descontaron 3 puntos.
**Al Korotan se le descontaron 7 puntos por no pagarle el salario a los jugadores y se excluyó después de 11 partidos, luego de no presentarse en dos partidos consecutivos.
|  | Liga de Campeones de la UEFA |
|  | Copa de la UEFA              |
|  | Copa Intertoto de la UEFA    |
|  | Descenso a la 2. SNL         |
|  | Excluido                     |

| Bandera de Eslovenia         |
| Campeón NK Maribor 7° título |